# Fresquel
Fresquel – rzeka we Francji, przepływająca przez teren departamentów Aude i Górna Garonna. Ma długości 63 km. Stanowi lewy dopływ rzeki Aude. 

## Geografia
Rzeka ma swoje źródła w północno-zachodniej części departamentu Aude w gminie Baraigne. Początkowo płynie na zachód wpływając do departamentu Górna Garonna, a następnie zmienia kierunek na północny wracając do departamentu Aude. W pobliżu progu Naurouze (jest działem wodnym) skręca na wschód, gdzie po przebiegu 63 km uchodzi do Aude w Carcassonne. 
Fresquel płynie na terenie 14 gmin departamentu Aude oraz jednej na obszarze Górnej Garonny. Przepływa przez Baraigne (źródło), Avignonet-Lauragais (jedyna gmina z departamentu Górnej Garonny), Labastide-d’Anjou, Ricaud, Souilhanels, Castelnaudary, Saint-Martin-Lalande, Lasbordes, Villepinte, Bram, Alzonne, Pezens, Ventenac-Cabardès, Pennautier i uchodzi w Carcassonne. 

## Dopływy
Fresquel ma 25 opisanych dopływów. Są to:
- Ruisseau de Soupex
- Ruisseau de Puginier
- Ruisseau de Glandes
- Ruisseau de l'Argentouire
- Goutine
- Ruisseau de Bassens
- Ruisseau de Limbe
- Arsou
- Ruisseau de Bijouard
- Ruisseau de Tréboul
- Ruisseau de Rebenty
- Lampy
- Rougeanne
- Ruisseau de la Font de Saule
- Ruisseau de Rounel
- Ruisseau des Pujols
- Ruisseau de la Bouriette
- Ruisseau des Albarels
- Ruisseau d'Huniac
- Ruisseau de Bellarot
- Ruisseau des Plos
- Ruisseau des Saumes
- Arnouze
- Ruisseau de la Dussaude
- Ruisseau de la Caune